# Torngräshoppor
Torngräshoppor (Tetrigidae) är en familj i insektsordningen hopprätvingar som tillhör underordningen gräshoppor. 
De flesta arter av torngräshoppor återfinns i tropikerna. I tempererat klimat förekommer torngräshoppor oftast i fuktiga områden, som strandängar och kärr eller i närheten av sjöar och vattendrag. 

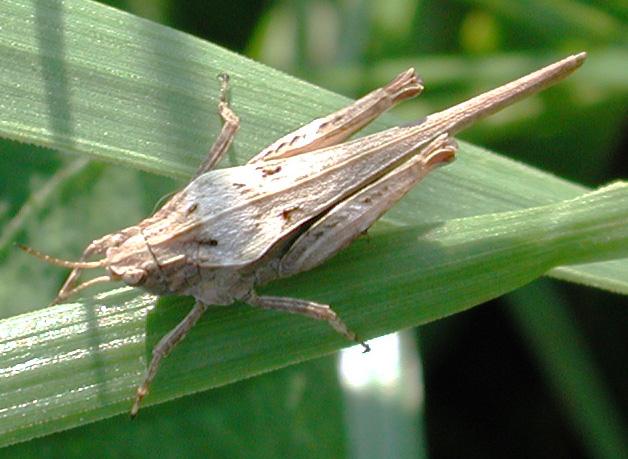
Tetrix subulata

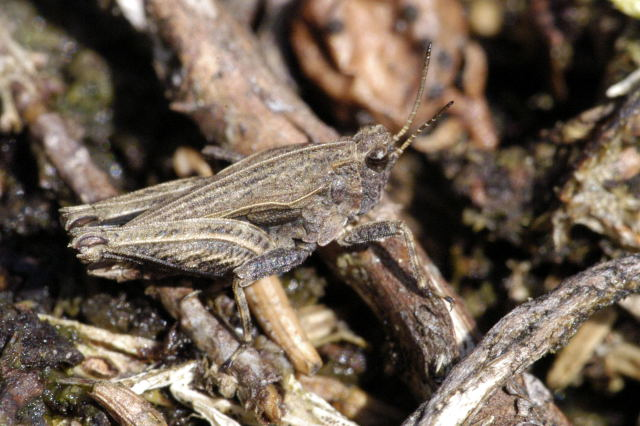
Tetrix undulata

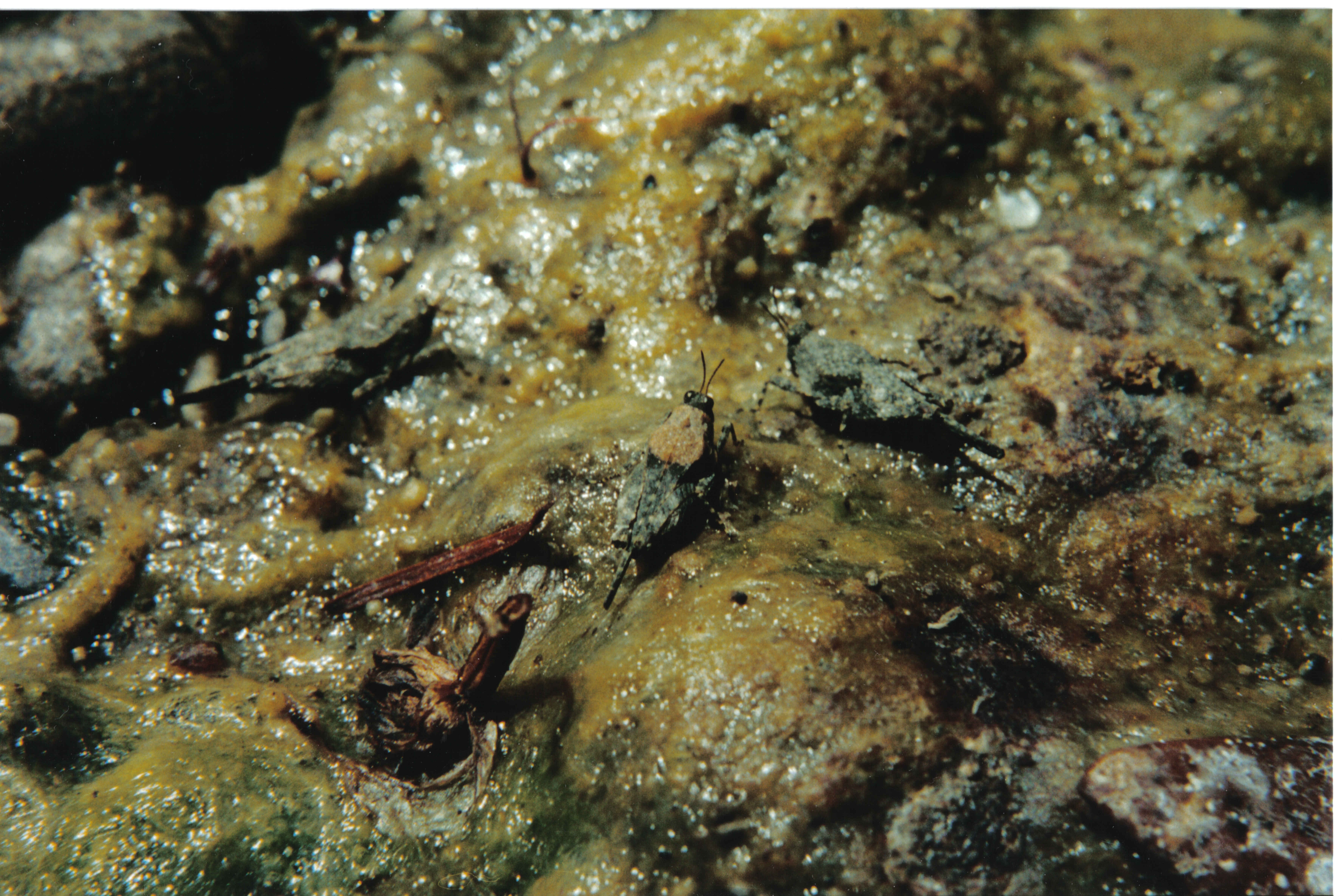
Torngräshoppor av arten Paratettix aztecus som äter alger

Kännetecknande för familjen är att halsskölden är förlängd bakåt i ett tornliknande utskott, vars längd och spetsighet varierar mellan olika arter. Födan utgörs av växter, vanligen mjuka örter eller alger och mossa. 
Torngräshoppor stridulerar, det vill säga spelar inte som många andra gräshoppor. Ett annat utmärkande drag är att många torngräshoppor om de hamnar i vattnet kan rädda sig genom att simma, på så vis att de sparkar med bakbenen, eftersom de hålls flytande genom luften mellan vingarna och halssköldens utskott. 
Torngräshoppor har liksom andra hopprätvingar ofullständig förvandling och genomgår utvecklingsstadierna ägg, nymf och imago. Torngräshoppor som förekommer i tempererat klimat övervintrar vanligen som nymfer eller fullbildade insekter.
I Sverige förekommer fyra arter av torngräshoppor: Nordlig torngräshoppa (Tetrix fuliginosa), strandtorngräshoppa (Tetrix subulata), glänttorngräshoppa (Tetrix undulata) och punkttorngräshoppa (Tetrix bipunctata).